# Pseudostenophylax schelpei
Pseudostenophylax schelpei là một loài Trichoptera thuộc họ Limnephilidae. Chúng phân bố ở miền Ấn Độ - Mã Lai.